# Maniaci di Dnepropetrovsk
I maniaci di Dnipropetrovsk sono una coppia di assassini seriali ucraini che nell'estate del 2007, in meno di un mese, hanno commesso 21 omicidi nella città di Dnipropetrovsk e nelle zone limitrofe. Sono Igor Suprunjuk (Dnipro, 20 aprile 1988) e Viktor Sajenko (Dnipro, 1 marzo 1988). Un loro complice, Alexander Hanzha, fu arrestato per rapina. Ai loro delitti si sarebbero ispirati altri due copycat, Artem Anufriev e Nikita Lytkin.

## Storia

### Omicidi
Prima che gli omicidi partissero, Igor Suprunjuk all'età di 17 anni (2005) aveva picchiato un ragazzo e gli aveva rubato la bicicletta, che vendette a Viktor Sajenko: entrambi furono arrestati, ma non andarono in carcere per via della loro giovane età. Sempre qualche mese prima dei delitti, Igor aveva preso la patente per la sua Daewoo Lanos verde, che gli era stata regalata per compleanno dai genitori. La usava come taxi abusivo per caricare passeggeri e rapinarli con l'aiuto dei suoi due complici. Il 1º marzo 2007 Alexander Hanzha commise due rapine a mano armata a Dniprodzeržyns'k, ma si rifiutò di prendere parte ad altri rapine. I primi due omicidi avvennero il 25 giugno 2007. La prima vittima fu una trentatreenne di nome Ekaterina Ilchenko, che stava tornando a casa dopo avere bevuto un tè da un suo amico. Igor e Viktor erano in giro con la scusa di fare una passeggiata: quando la vide, Igor la uccise con una martellata sul cranio. Il suo corpo fu trovato dalla madre alle 5 del mattino.
Un'ora dopo uccisero Roman Tatarevich, che stava dormendo su una panchina vicina alla prima scena del delitto. Il cadavere era irriconoscibile in quanto il cranio era stato ripetutamente colpito, sino alla totale sfigurazione, con un oggetto contundente. Il 1º luglio Evgeniya Grischenko e Nikolai Serchuk vennero trovati uccisi nella vicina città di Novomoskovs'k. La notte del 6 luglio fu ucciso con un oggetto contundente Egor Nechvoloda, un soldato che si era appena congedato dall'esercito; stava tornando da un night club. La madre, allertata dagli abitanti di un condominio della via Bohdan Khmelnytsky, trovò il corpo il mattino seguente.
Quella stessa notte morì anche Elena Shram, una guardiana notturna ventottenne che al momento portava con sé una borsa piena di vestiti: secondo la confessione di Viktor, Igor la uccise con diverse martellate e poi pulì il martello con uno dei vestiti contenuti nella borsa. Più tardi uccisero Valentina Hanzha, una madre di tre figli sposata con un disabile (non aveva nessuna relazione parentale con Alexander Hanzha). Il 7 luglio furono aggrediti due quattordicenni di un villaggio vicino, Podgorodnoye, mentre andavano a pescare. Andrei Sidyuck morì, mentre Vadim Lyakhov riuscì a fuggire ma fu arrestato dalla polizia in quanto erroneamente sospettato dell'omicidio di Andrei.
Il pomeriggio del 12 luglio sparì un quarantottenne di nome Sergei Yatzenko, che lottava da tempo contro un cancro alla gola: al momento della sparizione stava guidando il suo Dnepr. La moglie Lyudmila, preoccupata della sua scomparsa, stampò delle foto del marito e le attaccò nel villaggio di Taromskoye. La svolta si ebbe quando un paesano riconobbe di avere visto il suo Dnepr in una zona boschiva vicina ad una discarica. Il corpo fu trovato insieme al Dnepr 4 giorni dopo (16 luglio) con dei segni di una colluttazione molto violenta e mutilazioni. Lasciò una madre disabile, la moglie e due figli. Il 14 luglio fu uccisa una quarantacinquenne di nome Natalia Mamarchuk a Diyovka: stava viaggiando con uno scooter in una zona boschiva, quando fu stordita dai due killer. Fu quindi uccisa con un'arma contundente, i due poi scapparono con il suo scooter.
Seguirono altri 11 omicidi: la coppia arrivava a uccidere più vittime in un giorno. Dal 14 al 16 luglio vennero trovati due cadaveri al giorno, per un totale di 6. Le vittime erano selezionate senza nessun criterio specifico: tra di esse si contavano donne, bambini, anziani, senzatetto o persone sotto l'effetto dell'alcool. Per i delitti usavano martelli, sbarre di acciaio e cacciaviti; in almeno un caso usarono anche un coltello. I colpi erano diretti alla testa e viso. I malcapitati venivano spesso torturati e mutilati; ad alcuni vennero cavati gli occhi mentre erano vivi. Una vittima era incinta: il feto le venne estirpato dal ventre. Venivano in qualche caso caricati sulla Daewoo di Igor e rapinati dei loro cellulari e oggetti di valore. Venivano venduti a dei negozi di seconda mano della zona. Gli omicidi si svolsero a Dnepropetrovsk e nell'oblast' di Dnipropetrovs'k in un mese circa.

### Indagini
Dopo il delitto del quattordicenne del 7 luglio gli omicidi precedenti vennero messi in connessione. Vadim Lyakhov, che era riuscito a fuggire, era stato inizialmente sospettato dalla polizia, che poi ha dovuto ricredersi all'apparire di nuove testimonianze. Fu di grande utilità la collaborazione con gli agenti per creare un identikit degli assassini. Qualche giorno dopo degli altri testimoni assistettero al delitto di Natalia; persero di vista gli aggressori perché scapparono con lo scooter. Anche due bambini che si trovavano ad una tenda a poca distanza dalla scena del crimine assistettero all'aggressione. La loro descrizione dei killer combaciava con quella di Vadim.
Fu quindi creata una task-force da Kiev, guidata dall'investigatore Vasily Paskalov. Cominciò pure la caccia all'uomo delle forze locali. Oltre 2000 investigatori lavorarono sul caso. Inizialmente le indagini rimasero segrete e non venne pubblicata alcuna informazione sui delitti. Gli abitanti del luogo non vennero messi in guardia: non vi fu né una diffusione pubblica delle gesta dei serial killer, né una diffusione pubblica dell'identikit dei killer. Gli unici luoghi dove vennero distribuiti furono i negozi di pegno. Comunque dalle indiscrezioni che circolarono i cittadini si convinsero a rimanere a casa di notte.

### Arresto
Gli agenti identificarono della refurtiva nel banco dei pegni del distretto di Leninskiy; la descrizione dei venditori combaciava con gli identikit dei sospettati. I tre vennero arrestati il 23 luglio 2007. In quel momento Igor stava provando a vendere un cellulare in un altro negozio locale in cambio di 150 hryvny, che corrispondono a circa 20$. Quando fu messo in funzione per prova, gli agenti lo localizzarono per trovare il proprietario. Individuato, fu arrestato insieme a Viktor. Hanzha fu arrestato in casa mentre buttava i cellulari rubati nel gabinetto. Furono recuperati, ma tutti i dati in essi contenuti si erano cancellati. Gli furono attribuiti 29 capi di imputazione, di cui 21 omicidi e 8 aggressioni. A Igor vennero attribuiti 21 delitti, 8 rapine a mano armata e un reato di violenza contro animali (zoosadismo). A Viktor vennero attribuiti 18 omicidi, 5 rapine e un reato di violenza contro animali. Ad Hanzha vennero attribuite 2 rapine. I tre confessarono presto, ma Igor in seguito ritrattò la confessione.

### Processo
Il processo si aprì nel giugno 2008. Igor si dichiarò innocente, mentre gli altri due imputati ammisero la colpevolezza. L'avvocato difensore di Igor, Viktor Chevguz, rimise l'incarico quando non riuscì a ottenere l'infermità mentale per il suo assistito. Del resto i delitti erano stati commessi con cura, cosa che presuppone la consapevolezza dei propri atti (e quindi la capacità di intendere e volere) come affermato dagli avvocati dell'accusa. Tra le prove contro gli imputati figuravano macchie di sangue sui vestiti e videoregistrazioni degli omicidi. La difesa negò che le persone nei video erano i loro clienti e inoltre dichiarò che la polizia avrebbe taciuto su altri arresti di persone fortemente sospettate che erano state rilasciate senza accuse.
Per Viktor e Igor venne chiesto il carcere a vita; per Hanzha 15 anni di lavori forzati (si ricorda che l'Ucraina non ha più la pena di morte dal febbraio 2000, dopo la dichiarazione della sua incostituzionalità nel dicembre 1999). Serial killer come Anatoly Onoprienko e Serhiy Tkach erano stati condannati alla reclusione rispettivamente per 52 e 37 omicidi accertati: il primo sparava alle vittime (adulti e bambini) dopo essersi introdotto in casa loro; il secondo strangolava e sottoponeva ad atti di necrofilia ragazze a Pologovski. Tkach fu arrestato il 30 agosto 2005, due anni prima dei Maniaci di Dnepropetrovsk.
I tre ragazzi avevano altrettanti avvocati nominati dalla corte, ma Viktor volle sostituire il proprio legale con suo padre, Igor Sajenko, che si era laureato in Legge due mesi prima. La difesa di Hanzha si basò sulla tesi che non aveva commesso alcun delitto. Confessò una rapina ai danni di due uomini, sperando di alleviare la sentenza. Per le altre difese gli avvocati fecero convocare gli investigatori che si erano occupati del caso, compreso il capo della squadra che arrestò i killer. Li accusarono di avere svolto ricerche illegali, di avere conservato documenti in modo improprio e denunciarono "problemi" durante gli interrogatori. Infine insistettero sul fatto che le persone apparse nei vari video non erano Igor e Viktor.
In un'intervista della Komsomol'skaja Pravda, Igor affermò che c'era un terzo sospettato degli omicidi, un certo Danila Kozlov. Tatiana Shram, una sorella della vittima Elena Shram, disse di avere visto questo nome nei documenti del processo. Kozlov era con gli aggressori poco prima dell'omicidio, ma fu scagionato dalle accuse perché innocente ed il caso non fu portato in tribunale. La difesa di Viktor affermò infine che egli aveva una "dipendenza psicologica" da Igor Suprunjuk: egli avrebbe ricevuto minacce da quest'ultimo e Viktor stesso testimoniò che aveva paura di Igor. Altre prove della loro colpevolezza venivano dal materiale multimediale riguardante gli omicidi contenuto nei cellulari e computer. In un video si vede l'omicidio del disabile Yatzenko: venne ucciso a martellate e gli fu piantato un cacciavite nell'occhio e nell'addome mentre era ancora vivo. L'attacco durò più di 4 minuti, nei quali la vittima continuò a svenire e rinvenire.
Igor sorrideva alla telecamera, che veniva retta da Viktor. Uccisa la vittima, i due tornarono nella loro macchina parcheggiata nei pressi e discussero con molta calma dell'atto appena commesso. Poi lavarono il martello con una bottiglia d'acqua e risero. I due possedevano pure delle foto dei funerali delle vittime in cui sorridevano mentre schernivano le bare. Altre foto mostravano gli atti di zoosadismo: Igor torturava cani randagi e gatti per sconfiggere delle paure che provava. Una di esse, condivisa dai due, era la paura dell'altezza (vertigini). La sconfissero sedendosi per ore sulla ringhiera del 14º piano del loro appartamento. Hanzha aveva la fobia del sangue e si rifiutava di fare il bagno al suo gatto per paura di ustionarlo. In altre foto i tre disegnavano svastiche e altri simboli con il sangue di animali o facevano il saluto nazista. Igor era nato il 20 aprile, nello stesso giorno di Adolf Hitler: spesso faceva riferimento a questo fatto.
In alcune foto venivano aggiunte delle didascalie, come "Il debole deve morire. Il più forte conquisterà". Tra un delitto e l'altro, Igor collezionava dei ritagli di giornale che parlavano del caso. Queste prove (300 foto e 2 video) vennero mostrate alla corte il 29 ottobre 2008 per la prima volta. I video, che crearono shock per la loro crudeltà, mostrarono chiaramente che i killer erano Igor e Viktor. La difesa disse che le prove erano state ottenute illegalmente e che erano state falsificate. Quando venne chiesto agli imputati se riconoscevano le persone nel video, loro negarono. Allora il giudice Ivan Senchenko rispose loro: "Voi non siete ciechi". Inoltre un esperto di modifiche di pellicole, Valery Voronyuck, testimoniò che i video non erano stati alterati, di conseguenza gli atti della difesa non furono accolti.

### La fine
L'11 febbraio 2009 la corte di Dnipropetrovsk trovò colpevoli Igor di 21 omicidi premeditati e Viktor di 18, condannandoli entrambi al carcere a vita. Inoltre, fu loro comminata un'ulteriore condanna a 15 anni di reclusione, tenendo conto anche delle rapine e degli atti di zoosadismo. Alexander Hanzha fu condannato a 9 anni di carcere per due rapine. Il giudice pensò che il movente dei loro crimini fosse una "morbosa affermazione di sé". La corte in generale notò la loro povertà emozionale nel modo di parlare, il loro disinteresse verso le persone e la morale. Il verdetto occupava centinaia di pagine che furono stilate in due giorni. Altre ipotesi del movente furono quelle secondo cui i delitti venivano commessi per essere filmati e venduti all'estero: i killer si sarebbero potuti arricchire. La fidanzata di uno degli imputati testimoniò che volevano girare 40 video (e quindi progettavano molti omicidi). Ciò fu confermato da un ex compagno di classe che affermò di avere sentito spesso Igor mentre diceva che "un ricco operatore di siti web gli aveva ordinato 40 filmati che gli sarebbero stati pagati una volta fatti". Tuttavia, il capo della sicurezza regionale Ivan Stupak scartò l'ipotesi che i filmati fossero stati fatti per essere diffusi in Internet perché non erano emerse prove della veridicità di queste affermazioni.
Il detective Bogdan Vlasenko pensò che i filmati fossero stati girati per essere un ricordo del delitto. Il Ministro dell'Interno Nikolay Kupyanskiy commentò che per questi giovani ragazzi l'omicidio "era come andare a caccia o divertirsi". Gli avvocati della difesa annunciarono la loro intenzione di appellarsi alla sentenza in quanto l'autenticità del materiale multimediale non era stata stabilita al di là del dubbio. L'appello fu fatto rifiutare da Edmund Saakian, avvocato di una delle famiglie delle vittime, che commentò il fatto dicendo che un video così lungo avrebbe avuto bisogno di uno studio e un anno di tempo per essere falsificato. Una rappresentante dei familiari delle vittime, Larissa Dovgal, ipotizzò che altri perpetratori coinvolti nei crimini potevano essere liberi.
I genitori dei killer pensavano che i figli dovevano essere innocenti. Vladimir Suprunjuk affermò che il figlio Igor era stato torturato per ottenere una confessione: gli agenti gli avrebbero messo un cappuccio in testa e fatto inalare il fumo di una sigaretta. Citò pure irregolarità durante le indagini e che la causa verso il figlio era falsa. Il padre inoltre dichiarò al giornale Segodnja che fece il pilota collaudatore a Juzhmaš e che aveva volato spesso con Leonid Kučma, futuro Primo Ministro e Presidente della Repubblica Ucraino. Igor Sajenko affermò che suo figlio era un capro espiatorio e che gli omicidi erano stati commessi da altre persone. Infine i due contestarono la pena di Hanzha, che ritenevano troppo clemente. I parenti delle vittime si appellarono alla Corte Suprema dell'Ucraina e alla Corte Europea dei Diritti Umani.
Un sondaggio condotto a Dnepropetrovsk dimostrò che per il 50.3% degli intervistati la pena era giusta, mentre il 48.6% pensava che la pena doveva essere più severa. Nell'aprile 2011 un altro sondaggio dimostrò che il 60% degli ucraini voleva la pena di morte per i serial killer non coinvolti in errori giudiziari. Il 18 agosto 2009 la Corte Suprema dell'Ucraina rinviò il caso alla Corte di Appello Regionale di Dnepropetrovs: Igor Sajenko fu contento che questo avvenisse ed insieme a Vladimir Suprunjuk continuò a insistere sull'idea che le prove erano costruite. L'appello fu programmato per il 5 ottobre 2009. Le madri dei killer dissero alla stampa che i figli erano trattati bene in carcere. In generale, Igor Sajenko voleva costruire un sito web su questo caso. Il 24 novembre 2009 la Corte, come da previsto, confermò le condanne a vita di Igor e Viktor; Hanzha non si appellò contro la sua pena di 9 anni.

### Il documentario
Sul caso fu fatto un documentario messo in onda il 2 agosto 2010 sul canale cileno MEGA (Red Televisiva Megavisión). Venne chiamato "Los Maníacos del Martillo" (I Maniaci del Martello) - della durata di 1 ora e 20 minuti - che faceva parte della serie "Aquí en Vivo" ("Qui dal vivo"). Nel documentario un giornalista, Michele Canale, andò a Dnipropetrovs'k per intervistare alcune persone coinvolte nel caso. I genitori dei killer continuarono ad affermare che i figli erano innocenti. Alcuni investigatori poi insistettero sul fatto che non poteva essere confermato il sospetto che i video che i killer (veri e propri Snuff Movies) avevano girato erano fatti per essere venduti all'estero. Fu anche intervistata Lidia Mikrenischeva, un'anziana che sopravvisse ad un tentato omicidio: il cane si era messo ad abbaiare, mettendo in fuga gli aggressori. Fu poi proiettata una versione più lunga del video dell'assassinio di Yatzenko: i figli della vittima non vollero fare parte del documentario. Più avanti trasmise un video tagliato di un altro omicidio. In esso i due avevano ucciso con un martello e un coltello una vittima per poi derubarla di alcuni effetti personali come trofeo.
In un altro spezzone di documentario si vede Alexander Hanzha con delle contusioni al viso di dubbia provenienza. Michele Canale provò ad ottenere un'intervista ai killer in carcere, ma le autorità ucraine glielo impedirono. Infine venne esaminata una serie di possibili moventi per i delitti. La conclusione fu che, sebbene si fosse arrivati ad un verdetto, c'erano ancora domande insolute sul caso. Il filmato dell'omicidio di Yatzenko fu mostrato al regista horror cileno Jorge Olguín: egli rimase talmente disturbato da non riuscire a vederlo tutto. Sempre questo video era trapelato su un sito shock con sede negli Stati Uniti. Era datato 4 dicembre 2008 e veniva chiamato 3Guys1Hammer ("Tre Tizi, Un Martello"). Ekaterina Levchenko, la consulente del Ministro dell'Interno Ucraino, rimase molto dispiaciuta della fuga di notizie.

### I copycat
Il copycat (letteralmente "imitatore" o "fotocopia") nella sfera degli assassini seriali indica un assassino che, per commettere i delitti, si ispira al modus operandi di un altro. In questo caso, una coppia di assassini russi si sarebbero ispirati ai Maniaci di Dnipropetrovs'k. Essi sono: Artem Anufriev (Артем Ануфриев, nato il 4 ottobre 1992) e Nikita Lytkin (Никита Лыткин, nato il 24 marzo 1993). Furono arrestati la sera del 5 aprile 2011 con l'accusa di omicidi commessi a Akademgorodok, una località di Irkutsk. A partire dal dicembre 2010 hanno ucciso 6 abitanti locali con diverse armi, tra cui martelli, mazze e coltelli; hanno pure commesso 10 tentati omicidi. Le vittime venivano scelte tra le persone più deboli. Il 3 aprile 2011 venne commesso l'ultimo omicidio: la polizia li arrestò dopo che un filmato del cadavere mutilato di una donna fu ritrovato in una telecamera appartenente allo zio di Lytkin, che divenne quindi un sospettato. I due sarebbero stati influenzati dalle letture dei Maniaci di Dnipropetrovs'k su internet, benché un esame psichiatrico successivo li dichiarò sani di mente.